# Włodzimierz Storoniak
Włodzimierz Storoniak (Katowice, 1916–1996) lengyel nemzetközi labdarúgó-játékvezető.

## Pályafutása

### Nemzeti játékvezetés
1953-ban lett I. Ligás játékvezető. Az aktív nemzeti játékvezetéstől 1967-ben vonult vissza.

### Nemzetközi játékvezetés
A Lengyel labdarúgó-szövetség Játékvezető Bizottsága (JB) 1957-ben terjesztette fel nemzetközi játékvezetőnek, a Nemzetközi Labdarúgó-szövetség (FIFA) bíróinak keretébe. Több nemzetek közötti válogatott és klubmérkőzést vezetett, vagy működő társának partbíróként segített. A lengyel nemzetközi játékvezetők rangsorában, a világbajnokság-Európa-bajnokság sorrendjében többedmagával a 20. helyet foglalja el 1 találkozó szolgálatával. Az aktív nemzetközi játékvezetéstől 1965-ben  búcsúzott. Válogatott mérkőzéseinek száma: 4.

## Statisztika

### Nemzetközi válogatott mérkőzései
| #  | Dátum                | Helyszín                        | Hazai         | Eredmény | Vendég        | Kiírás             | Gólok | Esemény |
| -- | -------------------- | ------------------------------- | ------------- | -------- | ------------- | ------------------ | ----- | ------- |
| 1. | 1963. október 27.    | Bukarest, Augusztus 23. Stadion | Románia       | 2 – 1    | Jugoszlávia   | barátságos         | -     |         |
| 2. | 1964. május 6.       | Budapest, Népstadion            | Magyarország  | 3 – 0    | Spanyolország | olimpiai selejtező | -     |         |
| 3. | 1965. szeptember 4.  | Moszkva, Lenin-stadion          | Szovjetunió   | 0 – 0    | Jugoszlávia   | barátságos         | -     |         |
| 4. | 1965. szeptember 19. | Prága, Strahov-stadion          | Csehszlovákia | 3 – 1    | Románia       | vb-selejtező       | -     |         |
|    | Összesen             |                                 |               | 3        | mérkőzés      |                    |       |         |

## Külső hivatkozások
- Włodzimierz Storoniak. World Referee. [2012. szeptember 27-i dátummal az eredetiből archiválva]. (Hozzáférés: 2012. május 2.)
- Włodzimierz Storoniak. footballzz.com. (Hozzáférés: 2012. május 2.)
- Włodzimierz Storoniak. footballdatabase.eu. (Hozzáférés: 2012. május 2.)
- Włodzimierz Storoniak. scoreshelf.com. [2015. április 7-i dátummal az eredetiből archiválva]. (Hozzáférés: 2012. május 2.)
- Włodzimierz Storoniak. eu-football.info. (Hozzáférés: 2012. május 2.)